# William Moore (ufologo)
William Leonard Moore, detto Billy Moore (31 ottobre 1943), è un ufologo, scrittore e giornalista statunitense.

## Carriera
William Moore effettuò gli studi universitari a Greenville in Pennsylvania, presso il Thiel College, dove conseguì il Bachelor of Arts nel 1965. Fra il 1966 e il 1978 si dedicò all’insegnamento di materie umanistiche in diverse scuole della Pennsylvania. Appassionato di ufologia fin da ragazzo, si iscrisse al NICAP negli anni sessanta.
Nel 1979 pubblicò il suo primo libro, scritto insieme a Charles Berlitz, su un presunto esperimento navale segreto conosciuto come esperimento di Filadelfia. Il libro ebbe successo anche se fu oggetto di critiche, perché presentava come vere alcune parti tratte da un romanzo scritto su questa storia. Nello stesso anno Moore si trasferì in Minnesota per insegnare in una scuola. Mentre era impegnato nella promozione del suo libro conobbe l’ufologo Stanton T. Friedman, che gli disse di avere conosciuto un militare in pensione che gli aveva raccontato nuovi dettagli su un presunto schianto di UFO accaduto nel 1947 a Roswell in Nuovo Messico. Insieme a Berlitz e con la consulenza di Friedman, Moore scrisse un libro sull’incidente di Roswell, pubblicato nel 1980. Anche se per alcuni critici conteneva poche novità, il libro ebbe successo e portò alla ribalta un caso quasi dimenticato.  Moore decise allora di abbandonare l’insegnamento per intraprendere a tempo pieno la carriera di giornalista freelance e di scrittore e si trasferì in Arizona, dove divenne uno dei dirigenti dell’organizzazione ufologica APRO. 
Nel 1982 si trasferì in California, dove fondò una casa di produzione di pubblicazioni e documentari riguardanti l’ufologia. Nella nuova sede conobbe il produttore televisivo Jaime Shandera, appassionato anche lui di ufologia. Durante gli anni ottanta, Moore divenne una figura di primo piano nell’ufologia statunitense, presentò relazioni a congressi ufologici e  prese parte a diverse trasmissioni televisive. Nel 1987, insieme a Shandera e a Friedman, Moore divulgò documenti sul Majestic 12, una presunta struttura segreta di alto livello costituita per indagare sugli UFO. Diversi esperti ritennero però che i documenti fossero falsi.
Nel luglio del 1989, durante un congresso del MUFON svoltosi a Las Vegas, Moore confessò di essere stato in contatto con agenti dell’intelligence dell’U.S. Air Force e di avere collaborato ad attività di disinformazione, in particolare nei confronti dell’ufologo Paul Bennewitz, da lui convinto, mediante documenti falsi ricevuti dai suoi contatti, dell’esistenza di alieni grigi  in una base segreta chiamata Base Dulce. A seguito di ciò, Moore fu rigettato dalla comunità ufologica. In seguito ha continuato ancora a scrivere, ma dopo qualche tempo ha tralasciato gli argomenti ufologici, occupandosi di ricerche di argomento storico e religioso e della redazione di articoli per quotidiani locali.

## Libri
- The Philadelphia Experiment-Project Invisibility (1979), con Charles Berlitz
- The Roswell Incident (1980), con Charles Berlitz
- The MJ 12 Documents: An Analytical Report (1990), con Jaime Shandera